# Synfig
Synfig è un programma libero di animazione 2D vettoriale.

## Storia
Viene sviluppato dalla Voria Studios per mano di Robert Quattlebaum viene reso libero nel 2005 sotto licenza GPL. L'obiettivo era di sviluppare un programma di animazione che permettesse facile e veloce esecuzione per ridurre i costi di spesa di produzione.

## Caratteristiche
Il software utilizza un'alternativa all'animazione manuale fotogramma per fotogramma avvalendosi della tecnica del Tweening. Il software è capace di simulare ombreggiature usando curve gradienti in un'area definita cosicché l'animatore non debba disegnare l'ombra su ogni singolo frame. Dispone anche di una vasta collezione di effetti in real time applicabili a livelli o gruppi di livelli, come gli effetti radial blur, color tweaks.

### Input output
Il software è scritto in C++ ed utilizza un formato dati basato sull XML per immagazzinare i dati vettoriali, e le referenze alle fonti grafiche utilizzate. A fianco dei molteplici formati video come ad esempio DV, Theora e MPEG, l'animazione può essere salvata in singole immagini come PNG, OpenEXR, BMP oppure come grafica animata MNG, GIF.

## Disponibilità
Rispondendo alla sua natura open source, Synfig è disponibile ufficialmente per numerosi sistemi operativi, incluso GNU/Linux, Microsoft Windows, macOS

## Caratteristiche
Come una vera applicazione front-end e back-end, è possibile progettare l'animazione nel front-end, Synfig Studio, e renderla in un secondo momento con il backend, Synfig Tool, su un altro computer (potenzialmente più veloce) senza un display grafico collegato. Il rendering incrementale e parallelo con Synfig Tool è supportato da alcuni software di gestione della render farm open source, come RenderChan.

Esempio di animazione vettoriale (SVG)

L'obiettivo degli sviluppatori è creare un programma in grado di produrre "animazione di qualità cinematografica con meno persone e risorse". Il programma offre un'alternativa al manuale interpolazione in modo che l'animatore non deve disegnare ogni fotogramma.
Il software è in grado di simulare ombreggiature sfumate utilizzando gradienti curvi all'interno di un'area in modo che l'animatore non debba disegnare ombreggiature in ogni singolo fotogramma. C'è anche un'ampia varietà di altri effetti in tempo reale che possono essere applicati a livelli o gruppi di livelli come sfocature radiali, ritocchi di colore che sono tutti indipendenti dalla risoluzione. Altre caratteristiche includono la capacità di controllare e animare la larghezza delle linee nei singoli punti di controllo e la capacità di collegare tutti i dati correlati da un oggetto a un altro. Synfig funziona anche con High Dynamic Range Imaging.

## Formati di file
Synfig memorizza le proprie animazioni nel proprio formato di file XML, spesso compresso con gzip. Questi file utilizzano l'estensione del nome file .sif (non compresso), .sifz (compresso) o .sfg (formato contenitore zip). I file memorizzano dati di grafica vettoriale, incorporano o fanno riferimento a immagini bitmap esterne e anche una cronologia delle revisioni del progetto.
Synfig può eseguire il rendering in formati video come AVI, Theora e MPEG, oltre a formati grafici animati come MNG e GIF. Può anche eseguire il rendering in una sequenza di file immagine numerati, utilizzando formati come PNG, BMP, PPM e OpenEXR.
Dalla versione 0.62.00 Synfig ha il supporto di base per l'importazione SVG.
Dalla versione 0.91 Inkscape può salvare come file in formato ".sif".

## Nome
Originariamente era chiamato SINFG, un acronimo ricorsivo per "SINFG Is Not A Fractal Generator", in riferimento alla capacità del software di generare immagini frattali oltre all'animazione.